# 臼井町 (千葉県)
臼井町（うすいまち）は、千葉県印旛郡にかつて存在した町である。現在の佐倉市の北西部に位置している。

## 概要
かつては、臼井城の城下町として、のちに成田街道の宿場町として北部を中心に栄えた。

## 地理
千葉県の北部中央に位置している。町の北部には印旛沼がある。

## 沿革
- 1889年（明治22年）4月1日 - 町村制施行に伴い、臼井村、臼井田町、臼井台町、角来村、江原村、江原新田村が合併して臼井町が発足。
- 1954年（昭和29年）3月31日 - 印旛郡佐倉町、志津村、弥富村、根郷村、和田村と合併して佐倉市になり、消滅する。

## 交通

### 鉄道
- 京成電鉄
  - ■■京成本線：京成臼井駅

## 出身有名人
- 長嶋茂雄